# Нордгаузен, Рихард
Рихард Нордхаузен (30 января 1868, Берлин — 22 или 24 сентября 1941, там же) — германский писатель, поэт, журналист, публицист, редактор, издатель. Известен своими романами, рассказами, стихами, памфлетами в жанре политической сатиры. Многие свои произведения писал под псевдонимом Макс Кемпф.
Подробностей его биографии сохранилось немного. Известно, что он изучал технические науки, литературу, историю и экономику в различных немецких университетах, после завершения образования работал литературным редактором журнала «Die Gegenwart» и затем с 1897 по 1905 год — главным редактором издания «Berliner Blattes». С 1895 года издавал националистический антисемитский сатирический листок «Deutscher Michel». В последние годы жизни поддерживал пришедших к власти национал-социалистов и придерживался консервативных и антисемитских взглядов.
Кроме ряда публицистических брошюр и статей писал также эпические поэмы («Jos Fritz», «Sonnenwende»; иногда именуется фактически единственным немецким писателем своего времени, писавшим «развлекательные романы в стихах»), повести («Urias Weib»), романы («Die rote Tinktur»), юмористику. В 1900 году выступил издателем «Ars amandi», четырёхтомной антологии мировой эротической художественной литературы. Серьёзно занимался гребным спортом, осенью 1901 года основал гребной клуб.